# NGC 404
NGC 404 é uma galáxia elíptica (E-S0) localizada na direcção da constelação de Andromeda. Possui uma declinação de +35° 43' 06" e uma ascensão recta de 1 horas, 09 minutos e 26,9 segundos.
A galáxia NGC 404 foi descoberta em 13 de Setembro de 1784 por William Herschel.
É visível, em telescópios amadores, perto da estrela Beta Andromedae (a 7 minutos-arco) . Está localizada a cerca de 10,7 milhões de anos-luz da Terra, um pouco fora do Grupo Local